# Janbaz Janan
Janbaz Janan (Afganisztán, Logar, 1955. november 5. –), afgán származású állatorvos, egyetemi docens.

## Életpályája
A keleti kultúra legnagyobb filozófusáról elnevezett Ibn Szina Líceumban fejezi be középiskolai tanulmányait. A Kabuli Egyetem Állatorvosi Fakultására nyer felvételt, ahol sikeres tanulmányai okán magyarországi ösztöndíjat kap. Az Állatorvos-Tudományi Karon (Budapest) szerez diplomát 1980-ban (DVM fokozat).
1981-től 1984-ig hazájában, dari (perzsa) nyelven az az általános állattenyésztés és genetika, a biostatisztika, a baromfitenyésztéstan, a nagyállatok tenyésztéstana, tejtermelési technológia, hal és méh betegségek című tantárgyak oktatásával valamint gyakorlatainak vezetésével foglalkozott.
1984–1988: 4 év katonai szolgálat, majd újra oktató a Kabuli Egyetemen
1991–1994 évek alatt az Állatorvostudományi Egyetem (Budapest) (ma: Szent István Egyetem) Élettani és Biokémiai Tanszékén kutatói munkája mellett, ösztöndíjas aspiránsként aktívan részt vett a hallgatói élettani gyakorlatok tartásában.
1995 és 2000 között a Lúdtenyésztési kutatóközpont kutatócsoportjának tagja.
1996- A pajzsmirigyhormonok metabolizmusa és egyes termelési tulajdonságok összefüggése baromfifajokban címmel MTA, Kandidátusi Értekezés (CSc)
2000-től- A Szent István Egyetem, Környezet és Tájgazdálkodási Intézet oktatója
2003- A SZIE Habilitációs Bizottsága habilitált doktorrá nyilvánította
2004–2007- A SZIE Alkalmazott Etológia Tanszékének vezetője

## Kutatási területei
állatvédelem, élettan és baromfi-egészségügy, a viselkedés biológiai alapjai

## Szervezeti tagságai
1991-től: A magyar Élettani Oktatók Klubjának tagja
1995-től: Baromfi Tudományos világszövetség (Worlds Poultry Science Association-WPSA) tagja;
1996-tól: a Magyar Élettani Társaság tagja
1997-től: a Magyar Országos Állatorvos Egyesület, Baromfi-egészségügyi Társaság tagja
1998-tól: a World Veterinary Poultry Association (WVPA- Baromfi-egészségügyi Világszövetség) tagja
1998-tól: a Gödöllői Hagyományőrző és Lovas-társaság tagja
2001-től: a Magyar Állatorvosi Kamara tagja
2006. november elsejétől a SZIE Munkahelyi Állatkísérleti Bizottság elnöke
2002–2008 a SZIE Mezőgazdasági és Környezettudományi Kar, kari tanács tagja

## Fontosabb publikációk
1. JANAN, J. – TÓTH P. (2004): The effect of feather plucking on plasma corticosterone in geese after first laying cycle. 5th International Conference on Farm Animal Endocrinology. Biotechnology, Agronomy Society and Environment. Volume 8. Special issue. P. 63.
2. KOVÁCS BM- ...- JANAN J et al(2007): Evaluation of goose serum amyloid a acute phase response by enzyme-linked immunosorbent assay. Acta Vet Hung. 2007 Sep; 55(3):349-57. (pubmed) IF: 0.53
3. KOVÁCS B. M. –...  JANAN, J. et al (2005): Serum amyloid A in geese; cloning and expression of recombinant protein. Amyloid, June; 12 (2): 109-114. (pubmed) IF:1.367
4. KOVÁCS B. M. – SZILÁGYI L. – JANAN, J. – SZEREDI L. – BALOGH L. – RUDAS P. (2004): A lúd amyloidosisának molekuláris szintű vizsgálata. Magyar Állatorvosok Lapja 126. 581-588. IF: 0,158
5. Állatvédelem. MKK, KTI diplomás levelező képzés jegyzete (2005)
6. Állattenyésztés és környezet II.  KTI levelező képzés jegyzete. ( Márai G., Tóth P., Vági, J. szerkesztésével, 2005)